# Teatro Marista
O Teatro Marista é um casa de espetáculo da cidade de Ponta Grossa, no estado do Paraná, no Brasil.
Localizado na rua Rodrigues Alves, 701, o teatro é o segundo maior da cidade, atrás do Cine-Teatro Ópera, com capacidade para 753 pessoas e é mantido pelo Colégio Marista Pio XII. A instituição de ensino também oferece anfiteatro com capacidade para 210 espectadores.
Todos os anos o Teatro Marista, em parceria do colégio com a Universidade Estadual de Ponta Grossa (UEPG) abriga a mostra infantil do Festival Nacional de Teatro Amador (Fenata), chamado de Fenatinha. Em 2008 aconteceu a 36a edição do evento, que é o mais antigo ininterruptamente do Brasil.
A rede Marista possui teatros em outras cidades do Paraná, como Cascavel, Maringá e Londrina.